# Nicholas Monroe
Nicholas Monroe (Oklahoma City, 12 april 1982) is een tennisser uit de Verenigde Staten van Amerika. Hij heeft vier ATP-toernooien op zijn naam staan en stond nog eens negenmaal in de finale, en dit telkens in het dubbelspel. Hij nam deel aan alle vier grandslamtoernooien, in zowel het mannen- als het gemengd dubbelspel, met als beste resultaat het bereiken van de kwartfinale, eenmaal op het US Open 2017 met de Australiër John-Patrick Smith en andermaal op Roland Garros 2020 met landgenoot Tommy Paul. Hij heeft dertien challengers in het dubbelspel op zijn naam staan.

## Palmares dubbelspel
| Legenda                       | Legenda               |
| ----------------------------- | --------------------- |
| Grand Slam                    |                       |
| Olympische Spelen             |                       |
| tot 2009                      | vanaf 2009            |
| Tennis Masters Cup            | ATP Finals            |
| ATP Masters Series            | ATP Tour Masters 1000 |
| ATP International Series Gold | ATP Tour 500          |
| ATP International Series      | ATP Tour 250          |

| Nr.                               | Datum      | Toernooi          | Ondergrond    | Partner              | Tegenstanders in finale              | Score             |         |
| --------------------------------- | ---------- | ----------------- | ------------- | -------------------- | ------------------------------------ | ----------------- | ------- |
| gewonnen finales mannendubbelspel |            |                   |               |                      |                                      |                   |         |
| 1.                                | 2013-07-14 | ATP Båstad (1)    | Gravel        | Simon Stadler        | Carlos Berlocq Albert Ramos          | 6-2, 3-6, [10-3]  | details |
| 2.                                | 2014-07-13 | ATP Båstad (2)    | Gravel        | Johan Brunström      | Jérémy Chardy Oliver Marach          | 4-6, 7-6, [10-7]  | details |
| 3.                                | 2015-10-25 | ATP Stockholm     | Gravel        | Jack Sock            | Mate Pavić Michael Venus             | 7-5, 6-2          | details |
| 4.                                | 2018-07-29 | ATP Atlanta       | Hardcourt     | John-Patrick Smith   | Ryan Harrison Rajeev Ram             | 3-6, 7-6, [10-8]  | details |
| verloren finales mannendubbelspel |            |                   |               |                      |                                      |                   |         |
| 1.                                | 2013-02-24 | ATP Buenos Aires  | Gravel        | Simon Stadler        | Simone Bolelli Fabio Fognini         | 3-6, 2-6          | details |
| 2.                                | 2013-07-28 | ATP Umag          | Gravel        | Simon Stadler        | Martin Kližan David Marrero          | 1-6, 7-5, [7-10]  | details |
| 3.                                | 2015-04-26 | ATP Boekarest     | Gravel        | Artem Sitak          | Marius Copil Adrian Ungur            | 6-3, 5-7, [15-17] | details |
| 4.                                | 2015-07-19 | ATP Newport       | Gras          | Mate Pavić           | Jonathan Murray Aisam-ul-Haq Qureshi | 6-4, 3-6, [8-10]  | details |
| 5.                                | 2017-04-01 | ATP Miami         | Hardcourt     | Jack Sock            | Łukasz Kubot Marcelo Melo            | 5-7, 3-6          | details |
| 6.                                | 2017-10-01 | ATP Shenzhen      | Hardcourt     | Nikola Mektić        | Alexander Peya Rajeev Ram            | 3-6, 2-6          | details |
| 7.                                | 2018-02-25 | ATP Delray Beach  | Hardcourt     | John-Patrick Smith   | Jack Sock Jackson Withrow            | 6-4, 4-6, [8-10]  | details |
| 8.                                | 2018-05-06 | ATP Istanboel     | Gravel        | Ben McLachlan        | Dominic Inglot Robert Lindstedt      | 6-3, 3-6, [8-10]  | details |
| 9.                                | 2019-08-24 | ATP Winston-Salem | Hardcourt     | Tennys Sandgren      | Łukasz Kubot Marcelo Melo            | 7-6, 1-6, [3-10]  | details |
| gewonnen challengers              |            |                   |               |                      |                                      |                   |         |
| 1.                                | 2008-06-02 | Yuba City         | Hardcourt     | Michael Yani         | Jan-Michael Gambill Scott Oudsema    | 6-4, 6-4          |         |
| 2.                                | 2008-11-17 | Puebla            | Hardcourt     | Eric Nunez           | Daniel Garza Santiago González       | 4-6, 6-4, [10-6]  |         |
| 3.                                | 2010-05-24 | Carson            | Hardcourt     | Brian Battistone     | Artem Sitak Leonardo Tavares         | 5-7, 6-3, [10-4]  |         |
| 4.                                | 2012-03-26 | Barranquilla      | Gravel        | Maciek Sykut         | Marcel Felder Frank Moser            | 2-6, 6-3, [10-5]  |         |
| 5.                                | 2012-04-02 | San Luis Potosí   | Gravel        | Simon Stadler        | Andre Begemann Jordan Kerr           | 3-6, 7-5, [10-7]  |         |
| 6.                                | 2012-06-25 | Milaan            | Gravel        | Simon Stadler        | Andrej Goloebev Yuri Schukin         | 6-4, 3-6, [11-9]  |         |
| 7.                                | 2012-10-29 | Medellín          | Gravel        | Simon Stadler        | Renzo Olivo Marco Trungelliti        | 6-4, 6-4          |         |
| 8.                                | 2013-06-03 | Prostějov         | Gravel        | Simon Stadler        | Mateusz Kowalczyk Lukáš Rosol        | 6-4, 6-4          |         |
| 9.                                | 2013-08-05 | San Marino        | Gravel        | Simon Stadler        | Daniele Bracciali Florin Mergea      | 6-2, 6-4          |         |
| 10.                               | 2014-11-02 | Genève            | Hardcourt (I) | Johan Brunström      | Oliver Marach Philipp Oswald         | 5-7, 7-5, [10-6]  |         |
| 11.                               | 2015-07-12 | Winnetka          | Hardcourt     | Johan Brunström      | Sekou Bangoura Frank Dancevic        | 4-6, 6-3, [10-8]  |         |
| 12.                               | 2016-03-20 | Irving            | Hardcourt     | Aisam-ul-Haq Qureshi | Chris Guccione André Sá              | 6-2, 5-7, [10-4]  |         |
| 13.                               | 2018-11-18 | Houston           | Hardcourt     | Austin Krajicek      | Marcelo Arévalo James Cerretani      | 4-6, 7-6, [10-5]  |         |

## Resultaten grandslamtoernooien
| Legenda | Legenda                          |
| ------- | -------------------------------- |
| g.t.    | geen toernooi gehouden           |
| l.c.    | lagere categorie                 |
| –       | niet deelgenomen                 |
| G       | uitgeschakeld in de groepsfase   |
| 1R      | uitgeschakeld in de eerste ronde |
| 2R      | uitgeschakeld in de tweede ronde |
| 3R      | uitgeschakeld in de derde ronde  |
| 4R      | uitgeschakeld in de vierde ronde |
| KF      | uitgeschakeld in de kwartfinale  |
| HF      | uitgeschakeld in de halve finale |
| F       | de finale verloren               |
| W       | het toernooi gewonnen            |
| w-v     | winst/verlies-balans             |

### Enkelspel
geen deelname

### Mannendubbelspel
| grandslamtoernooien |    |      |      |      |    |      |      |      |      |    |    |
| Australian Open     | –  | 1R   | 1R   | 1R   | 1R | 2R   | 1R   | 1R   | –    | 3R | 1R |
| Roland Garros       | –  | –    | 2R   | 2R   | 2R | 1R   | 1R   | –    | KF   | 2R | 2R |
| Wimbledon           | –  | 2R   | 1R   | 2R   | 1R | 3R   | 1R   | 2R   | g.t. | 1R | 2R |
| US Open             | 2R | 1R   | 1R   | 1R   | 3R | KF   | 1R   | 1R   | 1R   | 1R | 2R |
| ATP Masters 1000    |    |      |      |      |    |      |      |      |      |    |    |
| Indian Wells        | –  | –    | –    | –    | –  | –    | 1R   | –    | g.t. |    |    |
| Miami               | –  | –    | –    | –    | KF | F    | 1R   | –    | g.t. | 1R |    |
| Monte Carlo         | –  | –    | –    | –    | –  | –    | –    | –    | g.t. | –  |    |
| Madrid              | –  | –    | –    | –    | –  | 2R   | –    | –    | g.t. | –  |    |
| Rome                | –  | –    | –    | –    | –  | 1R   | –    | –    | –    | –  |    |
| Montreal/Toronto    | –  | –    | –    | –    | –  | 1R   | –    | –    | g.t. |    |    |
| Cincinnati          | –  | –    | –    | –    | –  | –    | 2R   | 1R   | –    |    |    |
| Shanghai            | –  | –    | –    | –    | –  | 1R   | –    | –    | g.t. |    |    |
| Parijs              | –  | 2R   | –    | –    | KF | 2R   | –    | –    | –    |    |    |
| Olympische Spelen   |    |      |      |      |    |      |      |      |      |    |    |
| Olympische Spelen   | –  | g.t. | g.t. | g.t. | –  | g.t. | g.t. | g.t. | g.t. |    |    |
| Statistieken        |    |      |      |      |    |      |      |      |      |    |    |
| titels per jaar     | 0  | 1    | 1    | 1    | 0  | 0    | 1    | 0    | 0    | 0  |    |
| Eindejaarsranking   | 79 | 53   | 65   | 55   | 52 | 30   | 65   | 100  | 74   |    |    |

### Gemengd dubbelspel
| toernooi        | 2013 | 2014 | 2015 | 2016 | 2017 | 2018 | 2019 |    | 2021 | 2022 |
| --------------- | ---- | ---- | ---- | ---- | ---- | ---- | ---- | -- | ---- | ---- |
| Australian Open | –    | –    | –    | –    | –    | 1R   | –    | –  | –    |      |
| Roland Garros   | –    | 1R   | –    | –    | 1R   | –    | –    | –  | –    |      |
| Wimbledon       | 1R   | 1R   | 1R   | 2R   | 1R   | 1R   | –    | 1R | –    |      |
| US Open         | –    | 1R   | –    | –    | 2R   | 1R   | 1R   | 1R | 1R   |      |